# Испания на «Евровидении-1964»
Испания приняла участие в «Евровидении 1964», проходившем в Копенгагене, Дания, 21 марта 1964 года. Её представила группа «Los TNT» с песней «Caracola», выступившая под номером 16. В этом году страна вновь заняла 12, предпоследнее, место, получив лишь 1 балл. Комментатором конкурса от Испании в этом году стал Федерико Гальо (TVE), а глашатаем — Виктор Балагер.
Группа «Los TNT» выступила в сопровождении оркестра под руководством Рафаэля Ибарбии.
«Los TNT» стали первой группой, выступившей на «Евровидении».

## Инцидент во время выступления
Участие в конкурсе Португалии, а также Испании, вызвало негодование среди тех, кто считал, что страны с фашистским режимом не должны быть допущены к соревнованию. Во время конкурса, перед выступлением представителя Бельгии, на сцену выбежал активист с плакатом «Бойкот Франко и Салазару».

## Национальный отбор
| Номер | Артист 1         | Артист 2     | Песня                  | Баллы | Место |
| ----- | ---------------- | ------------ | ---------------------- | ----- | ----- |
| 1     | Lorenzo Valverde | Gelu         | «Soy»                  | 201   | 6-е   |
| 2     | Luis Gardey      | L Sevilla    | «Torero»               | 410   | 3-е   |
| 3     | Tito Mora        | Claudia      | «Olé»                  | 103   | 8-е   |
| 4     | Alfredo Garrido  | L Sevilla    | «La niña del espejo»   | 639   | 2-е   |
| 5     | Tito Mora        | Gelu         | «Llegaré»              | 243   | 5-е   |
| 6     | Michel           | Lita Torelló | «Estrellas en el agua» | 97    | 9-е   |
| 7     | Lorenzo Valverde | Lita Torelló | «Todo me da igual»     | 321   | 4-е   |
| 8     | Michel           | Lita Torelló | «Luz de bengala»       | 54    | 10-е  |
| 9     | Teresa María     | Michel       | «Caracola»             | 3100  | 1-е   |
| 10    | Claudia          | Tito Mora    | «El niño y el toro»    | 136   | 7-е   |

Финал национального отбора состоялся 18 февраля 1964 года в студии RNE в Барселоне. В роли ведущих выступили Carmina Alonso и Ana María Solsona. Каждая песня была исполнена двумя артистами, а победителя выбрали путём открытого голосования, с помощью почтовых открыток. Выбиралась исключительно песня, которую группа «Los TNT» исполнит на конкурсе.

## Страны, отдавшие баллы Испании
Каждая страна присуждала от 1 до 5 баллов пяти наиболее понравившимся песням.
| Отдали Испании… |
| 1 балл          |
| --------------- |
| Италия          |

## Страны, получившие баллы от Испании
| 5 баллов | Австрия |
| 3 балла  | Дания   |
| 1 балл   | Франция |